# NUREG-1150
El informe 'NUREG-1150' "Riesgos de Accidentes Severos: Una Evaluación para Cinco Plantas de Energía Nuclear de Estados Unidos" (en inglés: "Severe Accident Risks: An Assessment for Five U.S. Nuclear Power Plants", 1991, por la Comisión Reguladora Nuclear, NRC) es una mejora del WASH-1400 y CRAC-II usando los resultados de evaluaciones probabilísticas del riesgo (en inglés: Probabilistic Risk Assessment, PRA) específicas para cada planta. Este trabajo determinó que la actual generación de plantas de energía nuclear excede los requisitos de seguridad de la NRC.
"Este estudio fue un significativo cambio de dirección en el uso de conceptos basados en el riesgo en los procesos regulatorio y permitió a la NRC mejorar importantemente sus métodos para evaluar el comportamiento de la contención después de un daño en el núcleo y la progresión del accidente."  Sin embargo, un significativo conservacionismo y algunas veces poco realista, fue usado en el desarrollo de este estudio y al año 2006 fue reemplazada con un nuevo estudio de tecnologías de avanzada titulado Análisis de consecuencias de reactores de tecnología avanzada (en inglés: State-of-the-Art Reactor Consequence Analyses).

## Resultados
Resultados del NUREG-1150 (página 12-3):
- Probabilidad promedio de fallecimiento prematuro de una persona por reactor por año:

- Meta de seguridad de la NRC: 5 x 10-7
- Reactor de agua a presión típico (en inglés: Pressurized Water Reactor, PWR): 2 x 10-8
- Reactor de agua en ebullición típico (en inglés: Boiling Water Reactor, BWR): 5 x 10-11

- Probabilidad promedio de muerte por cáncer latente de una persona por reactor por año:

- Meta de seguridad de la NRC: 2 x 10-6
- PWR típico: 2 x 10-9
- BWR típico: 4 x 10-10

Usando los datos de las páginas 3-5, 3-7, 4-5 y 4-7 la probabilidad de que algunas plantas de Estados Unidos sufran de un daño en el núcleo es de aproximadamente 30% en 20 años - esta cifra no incluye falla del contenimiento, que se estima conservativamente en 8% para los PWR (página 3-13, ponderado por las probabilidades al final) y 84% para los BWR (página 4-14, misma técnica). Asumiendo que las 104 plantas de diseño actual en Estados Unidos (al año 2005) son similares a las dos plantas "típicas", la posibilidad de una liberación de radiación importante es inferior al 8% cada 20 años.
La planta de Peach Bottom es un ejemplo típico de una BWR y la planta de Surry es el ejemplo típico de una PWR.
Partes del NUREG-1150 fueron compiladas por el Sandia National Laboratories, que continua haciendo esa investigación.
El NUREG-1420 contiene la revisión por pares del Comité Kouts del NUREG-1150.

## Limitación de responsabilidad de la NRC en los estudios CRAC-II y NUREG-1150
La NRC, la que condujo inicialmente el estudio NUREG-1150, entregó la siguiente declaración al respecto:
"La Comisión Reguladora Nuclear de Estados Unidos ha dedicado considerables recursos de investigación, tanto en el pasado como actualmente, para evaluar accidentes y las posibles consecuencias públicas de accidentes graves de reactores. Los estudios más recientes de la NRC han confirmado que las investigaciones previas sobre el tema llevaron a análisis de consecuencia extremadamente conservadores que generaron resultados inválidos al intentar cuantificar los posibles efectos de los pocos probables accidentes graves. En particular, estos estudios previos no reflejaron las actuales condiciones de diseño de plantas, operación, estrategias de manejo de accidentes o mejoras de seguridad. Ellos a menudo usaban estimados o supuestos innecesariamente conservadores respecto al posible daño al núcleo del reactor, la posible contaminación radioactiva que podía ser liberada, y las posibles fallas del contenedor del reactor y los edificios de contenimiento. Estos estudios previos también fallaron en modelar realístamente el efecto de la preparación para emergencias. El personal de la NRC actualmente está desarrollando una nueva y actualizada evaluación de accidentes graves posibles y sus consecuencias."